# Nathan Dyer
Nathan Antone Jonah Dyer (Trowbridge, 29 november 1987) is een Engels voetballer die doorgaans als vleugelspeler speelt. Hij verruilde Southampton in januari 2009 voor Swansea City, dat hem het voorgaande halfjaar al huurde.

## Clubcarrière
Dyer werd op zevenjarige leeftijd opgenomen in de jeugdopleiding van Southampton. Hij debuteerde op 26 december 2005 in het eerste team daarvan, tegen Crewe Alexandra. In totaal speelde hij vier seizoenen voor The Saints, waarin hij 52 competitiewedstrijden speelde. Southampton verhuurde hem driemaal. Eerst aan Burnley, daarna aan Sheffield Wednesday en ten slotte aan Swansea City. The Swans namen Dyer op 2 juni 2009 definitief over van Southampton. Hij maakte op de openingsspeeldag van het nieuwe seizoen zijn debuut voor Swansea, tegen Leicester City. Op 26 september 2009 maakte hij zijn eerste doelpunt voor de club, tegen Sheffield United. Dyer speelde in het seizoen 2013/14 zijn 200ste competitiewedstrijd voor Swansea City. De club verhuurde hem in september 2015 voor een jaar aan Leicester City. Daarmee won hij dat seizoen de Premier League. Het was het eerste landskampioenschap in het bestaan van de club.

## Erelijst
| Competitie              |              |              |              |              |
| Competitie              | Aantal       | Jaren        |              |              |
| Swansea City            | Swansea City | Swansea City | Swansea City | Swansea City |
| ----------------------- | ------------ | ------------ | ------------ | ------------ |
| League Cup              | 1x           | 2012/13      |              |              |
| Leicester City          |              |              |              |              |
| Kampioen Premier League | 1x           | 2015/16      |              |              |

1 Fisher ·
2 Key ·
3 Pedersen ·
4 Fulton ·
5 Cabango ·
6 Darling ·
7 Allen ·
8 Grimes  ·
9 Vipotnik ·
10 Eom ·
11 Ginnelly ·
14 Tymon ·
17 Franco ·
19 Bianchini ·
20 Cullen ·
21 Tjoe-A-On ·
22 Vigouroux ·
23 Christie ·
25 Peart-Harris ·
26 Naughton ·
29 Broome ·
30 Ashby ·
31 Cooper ·
32 Abbey ·
33 McLaughlin ·
35 Ronald ·
37 Govea ·
41 Parker ·
47 Abdulai ·
Coach: Williams